# فلويد جاي إغان
فلويد جاي إغان (بالإنجليزية: Floyd J. Egan)‏ هو لاعب كرة قدم أمريكية أمريكي، ولد في 6 أبريل 1896 في بروكلين في الولايات المتحدة، وتوفي في 1967.

## وصلات خارجية
- فلويد جاي إغان على موقع كلية كرة السلة في سبورتس رفرنس.كوم (الإنجليزية)